# Велко Николов
Велко (Велчу) Николов, наречен Еца, е български килимар и революционер, деец на Вътрешната македоно-одринска революционна организация. Запазените мозаечни килими на Николов са забележителни произведения на изкуството и са изложени в Музея на Македония в Скопие.

## Биография
Роден е в 1867 година в крушевското село Белушино, което тогава е в Османската империя. Баща му е убит от турци и майка му се преселва в Крушево, където Велко учи крояшкия занят и започва да издържа семейството с кроене на килими. В Крушево в 1896 година Велко Николов става член на революционния комитет на ВМОРО и участва в революционните активности в окръга.
В 1930 година семейството му се преселва в Битоля, където Велко Николо отваря крояшка работилница, а след това и магазин за готови халища, както и дюкян за шапки в Прилеп. Става заможен и добре начетен гражданин. Дъщеря му Славка учи в Британското училище в Битоля, Фания – в училището на френските калугерки, а синът му Никола учи фармация в Загребския университет.
Велко Николов с прекъсвания живее в Битоля до смъртта си от пневмония на 6 април 1930 година. Погребан е в гробищата на църквата „Света Неделя“.
- Съпругата на Велко Николов, Елена с щерките Славка и Фания, Битоля, между двете световни войни
- Славка и Фания, щерките на Велко Николов, облечени в палтенца, ушити от татко им, Битоля, 1913/14 г.
- Фания, по-малката щерка на Велко Николов, във фустанче, ушито в работилницата на Велко, Битоля, 1914 г.